# Відьмак (Dark Horse Comics)
«Відьмак» (англ. The Witcher) — серія коміксів від видавництва «Dark Horse Comics» з франшизи «Відьмак», що заснована на однойменних відеоіграх компанії «CD Projekt RED». Автором тексту 1-3 томів графічних романів серії був Пол Тобін, 4 тому — Александра Мотика, 5 тому — Бартош Штибор. Серія виходить з 2014 року.
Українською серія виходить з 2018 року від видавництва «Vovkulaka».

## Колекційні видання

### Том І: Дім зі Скла
Розділи першого тому спочатку виходили у м'якій палітурці окремими випусками з березня по липень 2014 року й загалом вийшло 5 випусків.
Перший 120-сторінковий том (Vol. 1) серії американського комікс-видавництва Dark Horse Comics про пригоди Відьмака під назвою «Відьмак. Дім зі Скла» (англ. «The Witcher: House of Glass») вийшов 24 вересня 2014. У цифровому форматі перший том вийшов 2 серпня 2017 року. Малюнки для першого тому створені Джо Куеріо, автор тексту — Пол Тобін.

### Том ІІ: Лисячі діти
Розділи другого тому спочатку виходили у м'якій палітурці окремими випусками з квітня по серпень 2015 року, й загалом вийшло 5 випусків.
Другий 120-сторінковий том (Vol. 2) серії «Відьмак» від Dark Horse Comics під назвою «Відьмак: Лисячі діти» (англ. «The Witcher: Fox Children») вийшов 16 грудня 2015 року. У цифровому форматі другий том вийшов 2 серпня 2017 року. Сюжет коміксу базується на мотивах книги «Сезон гроз», хоча у самому коміксі про це не вказано. Малюнки для другого тому створені Джо Куеріо, автор тексту — Пол Тобін.

### Том ІІІ: Прокляття воронів
Розділи третього тому спочатку виходили у м'якій палітурці окремими випусками впродовж 2016—2017 років, й загалом вийшло 5 випусків.
Третій 128-сторінковий том (Vol. 3) серії «Відьмак» від Dark Horse Comics під назвою «Відьмак: Прокляття воронів» (англ. «The Witcher: Curse of Crows») вийшов в 21 червня 2017 року. Головними дійовими особами коміксу стали Геральт та Цирі. У цифровому форматі третій том вийшов 5 липня 2017 року. Малюнки для третього тому створені польським художником Пйотром Ковальським, автор тексту — Пол Тобін.

### Том IV: Плоть і пломінь
Розділи четвертого тому спочатку виходили у м'якій палітурці окремими випусками впродовж 2018—2019 років, й загалом вийшло 4 випуски. Перший випуск 4 тому (Vol. 4) серії під назвою «Відьмак: Плоть і пломінь» (англ. «The Witcher: Of Flesh and Flame») у м'якій палітурці надійшов в продаж 19 грудня 2018 року. Останній, четвертий випуск, у паперовому та цифровому форматах надійшов у продаж 3 квітня 2019 року.
Четвертий 104-сторінковий том (Vol. 4) серії «Відьмак» від Dark Horse Comics під назвою «Відьмак: Плоть і пломінь» (англ. «The Witcher: Of Flesh and Flame») вийшов у друкованому форматі 17 липня 2019 року. Цього разу сюжет розповідає про те як Ґеральта попрохав про допомогу старий друг, котрому треба розгадати таємницю, пов'язану з його донькою. У цифровому форматі четвертий том вийшов 31 липня 2019 року. Малюнки для четвертого тому створені польською художницею Маріанною Стиховською, автор тексту — Александра Мотика.

### Том V: Тьмяні спогади
Розділи п'ятого тому мають виходити у м'якій палітурці окремими випусками впродовж 2020—2021 років, й загалом має вийти 4 випуски. У березні 2020 року стало відомо, що збірка, 5 том (Vol. 5), серії під назвою «Відьмак: Тьмяні спогади» (англ. «The Witcher: Fading Memories») у м'якій палітурці 4-ма випусками має почати надходити у продаж у 2020 році.
П'ятий том (Vol. 5) серії «Відьмак» від Dark Horse Comics під назвою «Відьмак: Тьмяні спогади» (англ. «The Witcher: Fading Memories») вийшов у друкованому форматі 28 липня 2021 року. У цифровому форматі п'ятий том має вийти у серпні 2021 року. Малюнки для п'ятого тому створені художником Амадом Міром, автор тексту — Бартош Штибор.

### Том VI: Лемент відьми
У травні 2021 року почала виходити нова міні-серія з серії «Відьмак» від Dark Horse Comics під назвою «Відьмак: Відьмин лемент» (англ. «The Witcher: Witch's Lament»).

### Том VII: Балада про двох вовків
19 вересня 2022 року видавництво «Dark Horse Comics» і студія «CD Projekt Red» анонсували новий комікс під назвою «Відьмак: Балада про двох вовків» (англ. The Witcher: The Ballad of Two Wolves), у сюжеті якого будуть обіграні класичні казки про Трьох поросят і Червону шапочку. Відьмак Ґеральт опиниться в місті Гриммвальді, населення якого тероризує кровожерливий перевертень, а також перетнеться із чудернацькими сестрами-поросятами.
Автор коміксу — Бартош Штибор, один зі сценаристів «CD Projekt Red».
Перший з чотирьох випусків тому з'явиться в продажу у 21 грудня 2022 року.

### Зерно правди
12 липня 2021 року на онлайн-фестивалі «Witchercon» було анонсовано комікс-адаптацію оповідання Сапковського під назвою «Відьмак: Зерно правди» (англ. The Witcher: A Grain of Truth).
Сценаристами коміксу є Яцек Рембісь та Тревіс Керріт, художник — Йонас Шарф, обкладинка від Кая Карпентера.
Комікс вийшов 21 червня 2022 року.
| Назва                                             | Дата виходу       | Дата виходу   | Зібрано | Обкладинка            | ISBN          | ISBN          |
| Назва                                             | США               | Україна       | Зібрано | Обкладинка            | США           | Україна       |
| ------------------------------------------------- | ----------------- | ------------- | --- | --------------------- | ------------- | ------------- |
| Відьмак: Дім зі скла                              | 24 вересня 2014   | вересень 2018 | - Відьмак: Дім зі скла #1–5 | Майк Міньйола         | 9781616554743 | 9789669775344 |
| Відьмак: Лисячі діти                              | 16 грудня 2015    | вересень 2019 | - Відьмак: Лисячі діти #1–5 | Julián Totino Tedesco | 9781616557935 | 9786177782048 |
| Відьмак: Прокляття воронів                        | 21 червня 2017    | травень 2020  | - Відьмак: Прокляття воронів #1–5 | Grzesiek Przybyś      | 9781506701615 | 9786177782079 |
| The Witcher – Library Edition Volume One (т.о.)   | 31 жовтня 2018    | -             | - Відьмак: Дім зі скла #1–5 - Відьмак: Лисячі діти #1–5 - The Witcher: Killing Monsters - Відьмак: Прокляття воронів #1–5                 | Майк Міньйола         | 9781506706825 | -             |
| The Witcher – Omnibus Edition Volume One (м.о.)   | 20 листопада 2019 | -             | - Відьмак: Дім зі скла #1–5 - Відьмак: Лисячі діти #1–5 - The Witcher: Killing Monsters - Відьмак: Прокляття воронів #1–5                 | Майк Міньйола         | 9781506713946 | -             |
| Відьмак: Плоть і пломінь                          | 17 липня 2019     | вересень 2021 | - Відьмак: Плоть і пломінь #1–4 | Marianna Strychowska  | 9781506711096 | 9786177782116 |
| Відьмак: Тьмяні спогади                           | 28 липня 2021     | жовтень 2022  | - Відьмак: Тьмяні спогади #1–4 | Evan Cagle            | 9781506716572 | 9786177782307 |
| Відьмак: Лемент відьми                            | 24 листопада 2021 | січень 2025   | - Відьмак: Лемент відьми #1–4 | Vanesa del Rey        | 9781506722238 | 9786177782512 |
| The Witcher – Library Edition Volume Two (т.о.)   | 14 вересня 2022   | -             | - Відьмак: Плоть і пломінь #1–4 - Відьмак: Тьмяні спогади #1–4 - Відьмак: Лемент відьми #1–4 - The Witcher: Once Upon a Time in the Woods | Evan Cagle            | 9781506726915 | -             |
| The Witcher – Omnibus Edition Volume Two (м.о.)   | 4 жовтня 2023     | -             | - Відьмак: Плоть і пломінь #1–4 - Відьмак: Тьмяні спогади #1–4 - Відьмак: Лемент відьми #1–4 - The Witcher: Once Upon a Time in the Woods | Evan Cagle            | 9781506726922 | -             |
| Відьмак: Балада про двох вовків                   | 20 вересня 2023   | Анонсовано    | - Відьмак: Балада про двох вовків #1–4 | Miki Montllò          | 9781506726946 | -             |
| Відьмак: Дикі звірі                               | 24 липня 2024     | -             | - Відьмак: Дикі звірі #1–4 | Matt Smith            | 9781506727028 | -             |
| Відьмак: Корво Б'янко                             | 25 березня 2025   | -             | - Відьмак: Корво Б'янко #1–5 | Corrado Mastantuono   | 9781506727035 | -             |
| The Witcher – Library Edition Volume Three (т.о.) | 26 серпня 2025    | -             | - Відьмак: Балада про двох вовків #1–4 - Відьмак: Дикі звірі #1–4 - Відьмак: Корво Б'янко #1–5 - The Witcher: Frog Kiss                   | Corrado Mastantuono   | 9781506726939 | -             |

## Омнібус-видання

### The Library Edition Volume 1 (томи 1-3 та ван-шот «Вбиваючи потвор»)
31 жовтня 2018 року Dark Horse Comics перевидало 1-3 томи (Vol. 1-3) як «бібліотечне видання» серії розміром у 440 сторінок. До цього перевидання також увійшло «бонусне» разове видання (ван-шот) 56-сторінкового графічного роману під назвою «Вбиваючи потвор» (англ. «Killing Monsters»), усього видання містить 440 стор. До цього Dark Horse Comics вже видавав це разове видання 19 травня 2015 року, також у деяких регіонах воно було безкоштовним додатком для покупців що зробили попереднє замовлення на гру CD Projekt RED The Witcher 3: Wild Hunt. У цифровому форматі ця збірка вийшла 14 листопада 2018 року.

### Omnibus Edition (томи 1-3 та ван-шот «Вбиваючи потвор»)
У червні 2019 року стало відомо що видавництво Dark Horse Comics планує видати 1-3 томи коміксу про «Відьмака» у одному omnibus томі. У це видання увійшли 1-3 томи та ван-шот «Вбиваючи потвор», 440 стор. Omnibus Edition має вийти 3 грудня 2019 року.

## Переклади українською
У 2018 році видавництво «Vovkulaka» отримало ексклюзивні ліцензійні права на переклад цієї серії коміксів Dark Horse Comics українською мовою.
- Відьмак. Дім зі Скла : графічний роман / Пол Толбін ; пер. з англ. Микити Янюка. — Київ : Вовкулака, 2018. — 136 с. — УДК 821.111(73)'06-31. — ISBN 978-966-97753-4-4.
- Відьмак. Лисячі діти : графічний роман / Пол Толбін ; пер. з англ. Микити Янюка. — Київ : Вовкулака, 2019. — 136 с. — УДК 821.111(73)'06-31. — ISBN 978-617-7782-04-8.
- Відьмак. Прокляття воронів : графічний роман / Пол Толбін ; пер. з англ. Микити Янюка. — Київ : Вовкулака, 2020. — 128 с. — УДК 741.5:821.111(73)'06-31. — ISBN 978-617-7782-07-9.
- Відьмак. Плоть і пломінь : графічний роман / Александра Мотика ; пер. з англ. Микити Янюка. — Київ : Вовкулака, 2021. — 104 с. — УДК 811.111(438)'06-31:741.5. — ISBN 978-617-7782-11-6.
- Відьмак. Тьмяні спогади : графічний роман / Бартош Штибор ; пер. з англ. Микити Янюка. — Київ : Вовкулака, 2022. — 104 с. — УДК 821.162.1'06-3:741.52'"`UNIQ--nowiki-00000033-QINU`"'=111. — ISBN 978-617-7782-30-7.